# David Eisenbud
David Eisenbud (New York, 8 aprile 1947) è un matematico statunitense, conosciuto per i suoi contributi nei campi dell'algebra commutativa e non commutativa, della geometria algebrica e della topologia.
Eisenbud ha scritto oltre 150 articoli con più di 50 coautori diversi. Ha ricevuto nel 2010 il Premio Steele per l'insegnamento della matematica.